# Voulaines-les-Templiers
Voulaines-les-Templiers település Franciaországban, Côte-d’Or megyében. Lakosainak száma 270 fő (2022. január 1.). Voulaines-les-Templiers La Chaume, Essarois, Leuglay, Louesme, Vanvey és Villiers-le-Duc községekkel határos.

## Népesség
A település népessége az elmúlt években az alábbi módon változott:
| Lakosok száma | 415  | 364  | 383  | 335  | 296  | 294  | 288  | 276  | 270  | 270  |
|               | 1968 | 1982 | 1990 | 2006 | 2013 | 2015 | 2017 | 2019 | 2020 | 2022 |